# Старинець Олександр Георгійович
Олекса́ндр Гео́ргійович Старине́ць (нар. 16 березня 1970, місто Вінниця) — український політик і державний службовець. Завідувач секретаріату Комітету Верховної Ради України з питань інформатизації та зв'язку. Народний депутат України 3-го скликання (з березня 1998 до квітня 2002).

## Життєпис
Освіта: 
- Київський університет імені Тараса Шевченка (1992), історик;
- Вінницький державний сільськогосподарський інститут (1996), «Аграрний менеджмент».

Кар'єра:
- 1987 — автослюсар шляхово-експлуатаційної дільниці № 646, місто Вінниця.
- 1987—1992 — студент Київського університету імені Тараса Шевченка.
- 1992—1995 — старший лаборант кафедри Вінницького державного педагогічного інституту; аспірант Інституту історії України НАН України.
- 1995—1998 — консультант секретаріату Комітету Верховної Ради України у закордонних справах і зв'язках з СНД.

## Громадсько-політична діяльність
Народний депутат України 3-го скликання з березня 1998 до квітня 2002 від КПУ, № 55 в списку. На час виборів: консультант секретаріату Комітету Верховної Ради України у закордонних справах і зв'язках з СНД, член КПУ. Член фракції КПУ (травень 1998 — березень 2000), позафракційний (березень — червень 2001), член фракції СПУ (з червня 2001). Член Комітету з питань молодіжної політики, фізичної культури і спорту (з липня 1998).
Член Національної ради з питань молодіжної політики при Президентові України (з травня 1999).
До березня 2000 — перший секретар Ленінської комуністичної спілки молоді України.
Голова Української комуністичної спілки молоді (березень 2000 — червень 2002).
Голова Спілки молодих соціалістів (червень 2002 — грудень 2003).
Член ради акцій протесту, представник Громадянського комітету захисту Конституції «Україна без Кучми» для ведення переговорів з представниками режиму (з лютого 2001).
Голова координаційної ради Союзу комсомольських організацій СНД (з квітня 2001), член СПУ (з 2001).
2004 — 04.2006 Голова Ради Асоціації молодіжних організацій «Спектр», м. Київ
05.2006 — 12. 2006 заступник генерального директора ТОВ «МАСТ», м. Київ
2006—2007 — завідувач секретаріату фракції СПУ у Верховній Раді Україні.
З 2007 — заступник завідувача секретаріату Комітету з питань Регламенту, депутатської етики та забезпечення діяльності Верховної Ради України, Апарат Верхової Ради України.
З 2015 року — завідувач секретаріату Комітету з питань інформатизації та зв'язку.

## Праці
Є автором наукової роботи «Влада і молодь: особливості взаємовідносин в процесі демократизації українського суспільства»: дис… канд. політ. наук: 23.00.02; Одеський держ. економічний ун-т. — О., 2004. — 162 арк. — арк. 148—162